# Jean-Baptiste Edouard Haÿez
Jean-Baptiste Edouard Haÿez, ook Mangonneau, (Brussel, 26 mei 1804 - Sint-Joost-ten-Node, 16 november 1891) was een Belgisch militair en politicus voor de Katholieke Partij.

## Levensloop
Haÿez was een zoon van de drukker-uitgever Frédéric Haÿez en van Marie-Thérèse Pion. Hij trouwde met Thérèse Lambrichts en vervolgens met Constance Ogez.
Hij promoveerde tot doctor in de wiskunde en de natuurwetenschappen (1829) aan de Rijksuniversiteit Leuven.
Hij was eerst leraar mathesis aan het college in Aalst (1827-1830). Vervolgens doorliep hij een militaire carrière van 1830 tot 1862, die hij afsloot als luitenant-kolonel van de artillerie.
In 1863 werd hij verkozen tot katholiek volksvertegenwoordiger voor het arrondissement Antwerpen, een mandaat dat hij vervulde tot in 1872.